# Keith Reid
Keith Stuart Brian Reid (Hertfordshire; 19 de octubre de 1946-Londres; 23 de marzo de 2023) fue un poeta y letrista británico, que se hizo popular por haber escrito la letra de todas las canciones de la agrupación Procol Harum, excepto versiones o instrumentales.

## Biografía
Reid conoció en 1966 al vocalista y pianista Gary Brooker, con quien coescribió la mayoría de las canciones de la banda (alguna música fue compuesta por el teclista Matthew Fisher y el guitarrista Robin Trower). Su composición más exitosa resultó ser la canción "A Whiter Shade of Pale", lanzado como primer sencillo de la banda en 1967, vendiendo alrededor de seis millones de copias. Reid continuó componiendo para Procol Harum hasta su separación en 1977.